# Sri Dalada Maligawa
Sri Dalada Maligawa hay Chùa Răng Phật  là một ngôi chùa được xây dựng vào năm 1595 tại thành phố Kandy, Sri Lanka. Chùa nằm trong khu phức hợp cung điện hoàng gia của cựu Vương quốc Kandy, nơi các thành di tích của răng của Đức Phật. Từ xa xưa, các di tích đã đóng một vai trò quan trọng trong nền chính trị địa phương bởi vì người ta tin rằng bất cứ ai nắm giữ di tích thì giữ được quyền cai quản đất nước. Kandy là kinh đô cuối cùng của các vua Sri Lanka và là một di sản thế giới chủ yếu là nhờ ngôi đền.
Tỳ Kheo của hai chương của Malwatte và Asgiriya tiến hành thờ cúng hàng ngày trong ngăn bên trong của ngôi đền. Nghi lễ được thực hiện mỗi ngày ba lần: vào lúc bình minh, vào buổi trưa vào buổi tối. Vào ngày thứ Tư có một tắm biểu tượng của di tích với việc chuẩn bị thảo dược làm từ nước thơm và hoa thơm gọi Nanumura Mangallaya. Nước thánh này được tin là chứa sức mạnh chữa lành và được phân bố trong những người có mặt.

Ngôi đền bị thiệt hại từ vụ đánh bom bởi Những con hổ giải phóng Tamil vào năm 1998 nhưng đã được phục hồi hoàn toàn mỗi lần. 

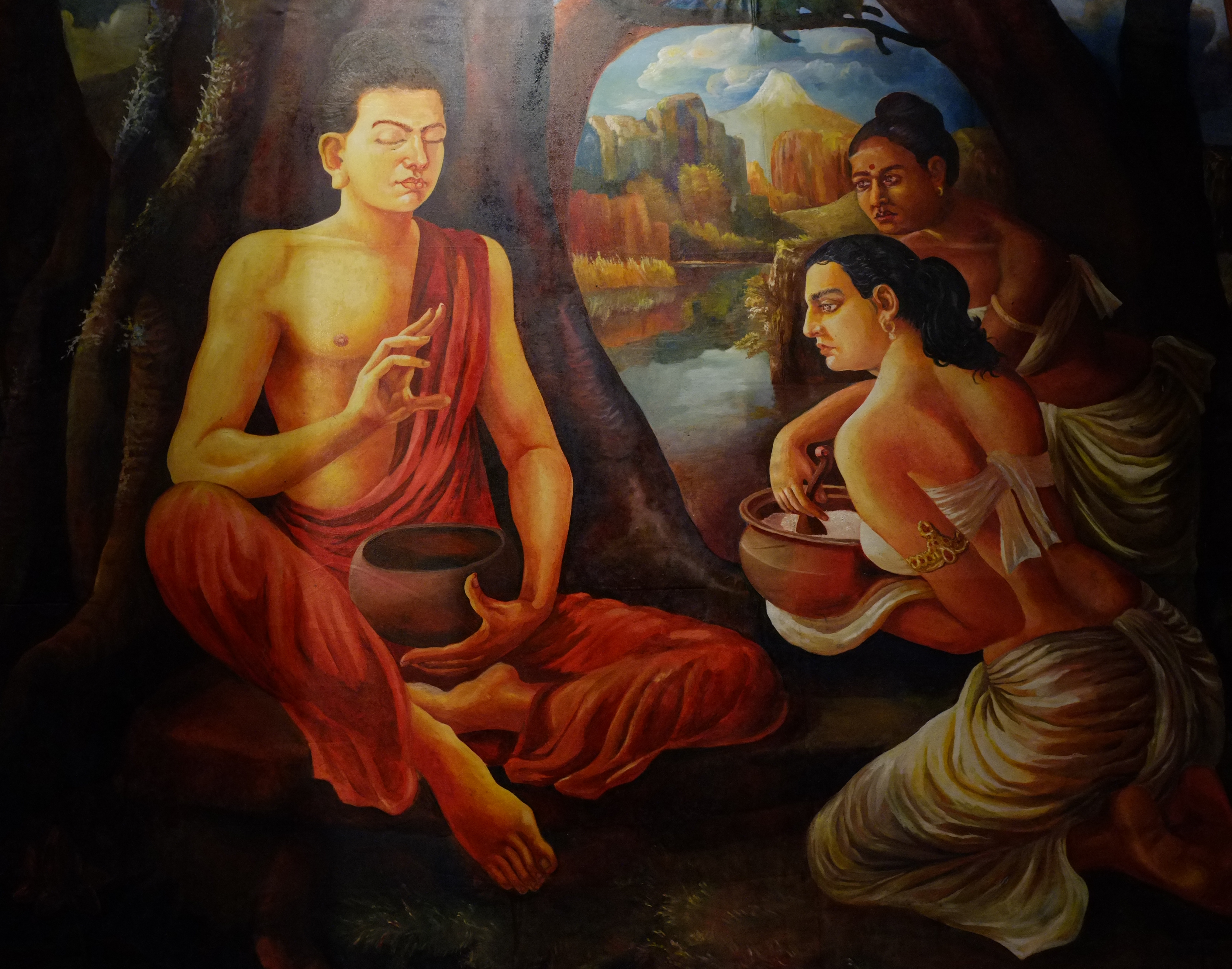
Tranh vẽ cảnh Sujata đang cúng bát sữa cho Phật.
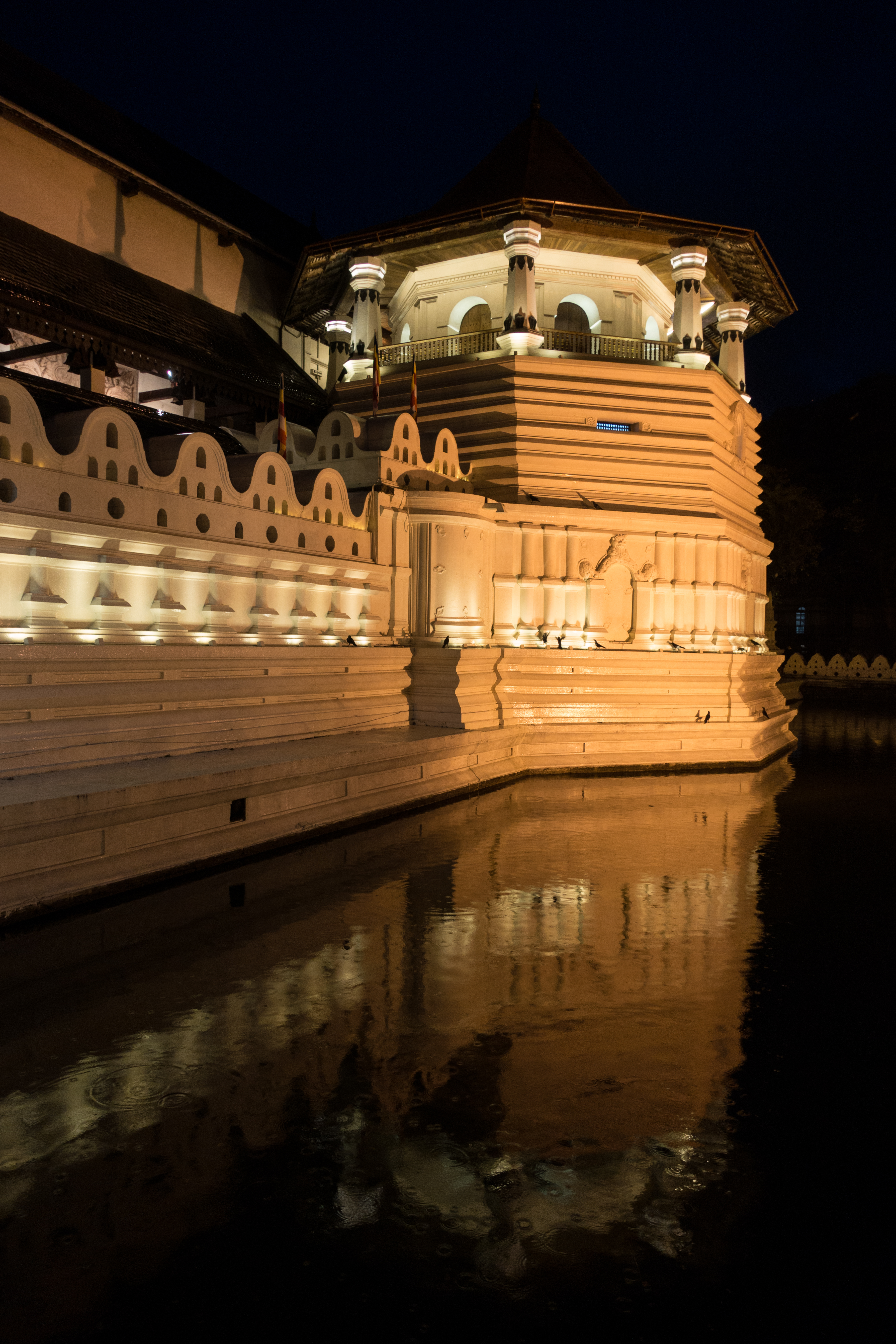
Chùa vào ban đêm
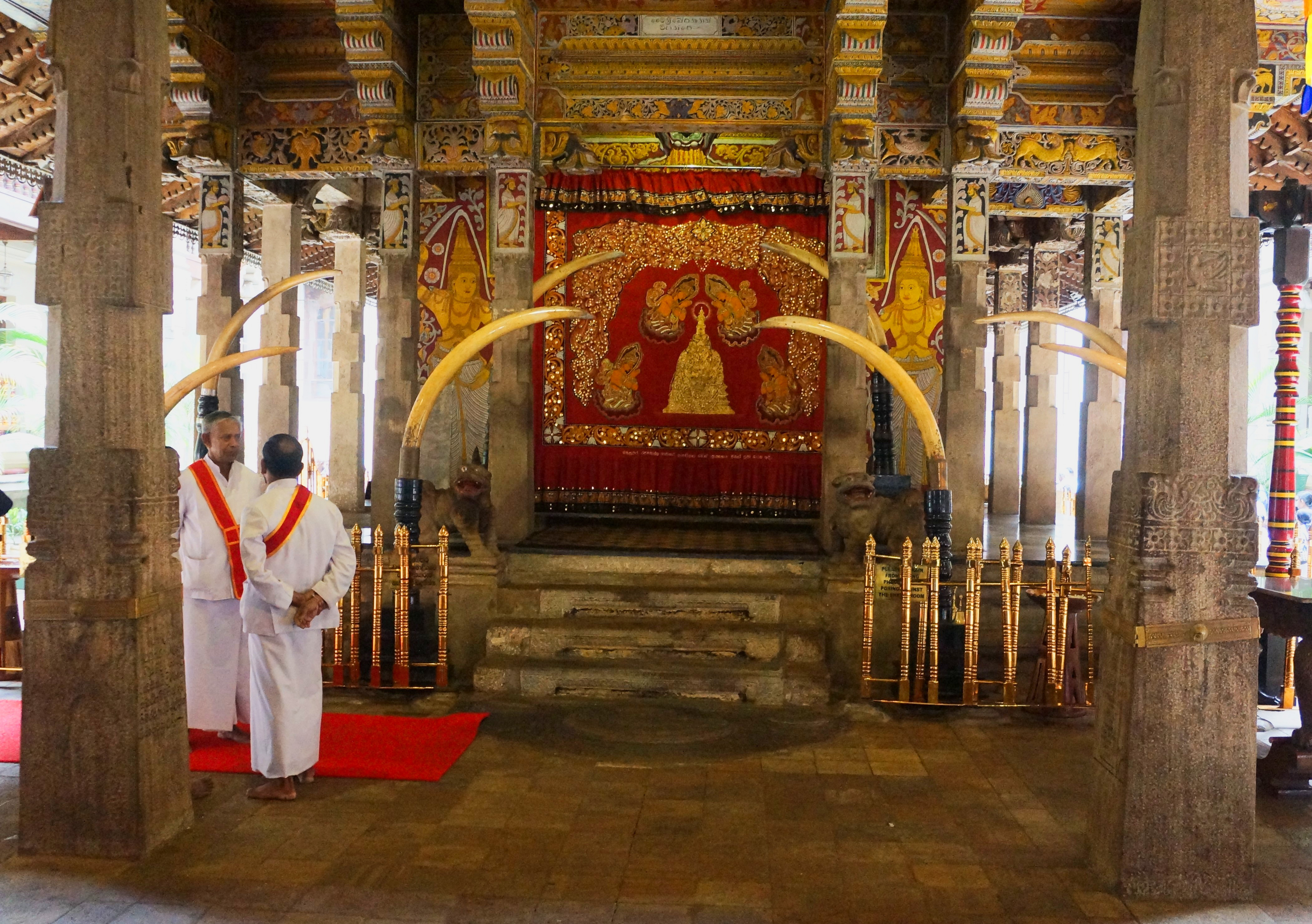
Bên trong tấm khăn màu đỏ là nơi thờ Xá lợi của Đức Phật
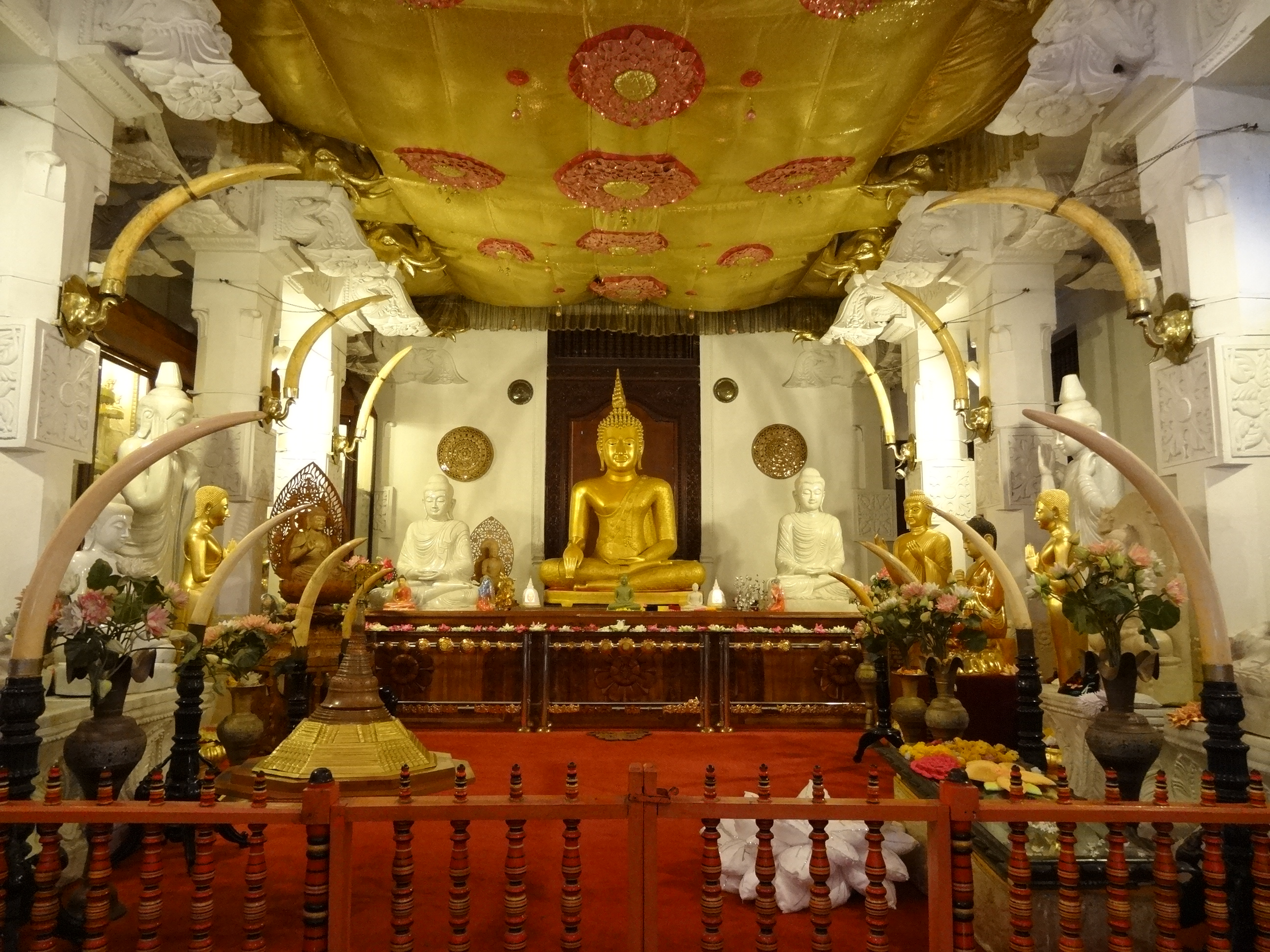
Bên trong chánh điện